# Цомая, Надежда Афанасьевна
Надежда Афанасьевна Цомая (груз. ნადეჟდა ცომაია; 18 (31) января 1904 — 29 ноября 1974) — грузинская советская оперная певица (меццо-сопрано), педагог. Народная артистка Грузинской ССР (1943).

## Биография
Среднее образование получила в Кутаиси, одновременно училась вокалу в музыкальном техникуме.
Окончила Тбилисскую консерваторию (класс О. А. Бахуташвили-Шульгиной).
В 1929 году была принята в Тбилисскую труппу театра оперы и балета им. Палиашвили и вскоре исполняла главные партии в операх «Дареджан Цбиери», «Шота Руставели», «Женщина-пик», «Аида» и «Кармен». В 1935 году Надежда Цомая — одна из лучших меццо-сопрано СССР.
В 1935—1937 годах — солистка Театра оперы и балета им. Кирова в Ленинграде. В 1937—1951 годах — солистка Театра оперы и балета им. Палиашвили.
Выступала как концертная певица. В 1960 году отошла от активной сценической деятельности и вела педагогическую работу в Тбилисской консерватории. Доцент.
Похоронена в тбилисском Дидубийском пантеоне.

## Семья
- Муж оперный певец, народный артист СССР (1950) Пётр Амиранашвили
- Дочь Медея Амиранашвили.

## Избранные партии
- Нано («Даиси» Палиашвили),
- Нано («Депутаты» Тактакишвили),
- Нино («Разбойник Како» Андриашвили),
- Асмат («Сказание о Тариэле» Мшвелидзе),
- Дареджан («Коварная Дареджан» Баланчивадзе),
- Елена («Маленький кахетинец» Гониели),
- Няня («Невеста севера» Торадзе),
- Кармен;
- Амнерис («Аида»),
- Графиня и Полина («Пиковая дама»),
- Любаша («Царская невеста») и др.

## Звания и награды
- Народный артист Грузинской ССР (1943)
- Орден «Знак Почёта» (14.01.1937) — за выдающиеся заслуги в деле развития грузинского оперного искусства, грузинской музыки, песен и танцев